# Aristelix
Aristelix är ett släkte av steklar. Aristelix ingår i familjen bracksteklar.
Kladogram enligt Catalogue of Life:
| Aristelix | \| \| Aristelix chrysogastra \| \| \| \| \| \| Aristelix phaenicura \| \| \| \| |
|           | \| \| Aristelix chrysogastra \| \| \| \| \| \| Aristelix phaenicura \| \| \| \| |
|           | Aristelix chrysogastra                                                          |
|           |                                                                                 |
|           | Aristelix phaenicura                                                            |
|           |                                                                                 |